# توم بروس (لاعب دوري الرغبي)
توم بروس (بالإنجليزية: Tom Bruce)‏ هو لاعب دوري الرغبي أسترالي، ولد في 1885 في Braidwood, New South Wales ‏ في أستراليا، وتوفي في 1917 في يبر في بلجيكا.